# Аромат кохання
«Аромат кохання» (англ. Love Hard) — американська романтична комедія 2021 року режисера Ернана Хіменеса за сценарієм Денні Маккі та Ребекки Юінг; у головних ролях Ніна Добрев, Джиммі О. Ян та Дарреном Барнетом. Фільм розповідає про молоду жінку, яка на Різдво їде до рідного міста свого онлайн-коханого, але виявляє, що його обліковий запис несправжній. «Аромат кохання» був створений компанією Wonderland Sound and Vision і знятий у Ванкувері з жовтня по листопад 2020 року. Його випустив Netflix 5 листопада 2021 року.
Назва фільму — злиття (портманто) назв двох інших фільмів, «Реальна любов» (Love Actually) та «Міцний горішок» (Die Hard), які є улюбленими різдвяними фільмами головних героїв, Джоша і Наталі. Гасло фільму: «Романтична комедія про брехню, яку ми говоримо заради кохання».

## Синопсис
Наталі, автор колонки про невдачливі зустрічі за допомогою застосунку для знайомств, знаходить кохання у Джоші, але виявляється, що він приховував свою справжню особистість. Подорож до міста Джоша розкриває багато таємниць і змушує Наталі переосмислити своє ставлення до нього і до себе. Вона відмовляється від штучних образів та вибирає чесність, що приводить до нового розуміння себе та своїх стосунків.

## Акторський склад
- Ніна Добрев — Наталі Бауер
- Джиммі О. Ян — Джош Лін
- Даррен Барнет — Тег
- Гаррі Шам молодший[en] — Оуен Лін
- Алтея Кей — бабуся Джун Лін
- Джеймс Сайто[en] — Боб Лін
- Ребекка Стааб[en] — Барб Лін
- Метті Фінокіо — Лі
- Гізер Макмехан — Керрі
- Мікаела Гувер — Челсі Лін
- Шон Депнер — Чіп

## Виробництво
У серпні 2019 року компанія Netflix оголосила про придбання сценарію романтичної комедії Денні Маккі та Ребекки Юінг «Love Hard», який було описано як «„Коли Гаррі зустрів Саллі“ зустрів „Роксану“» (мова йде про романтичні комедії 1989 та 1987 років). Продюсувати фільм збиралися Макджі та Мері Віола через свою компанію Wonderland Sound and Vision.
У серпні 2020 року було оголошено, що режисером фільму стане Ернан Хіменес, а головні ролі зіграють Ніна Добрев, Джиммі О. Ян і Чарльз Мелтон. У жовтні 2020 року було оголошено, що через розклад Мелтона з телесеріалом «Рівердейл» його замінив Даррен Барнет. До акторського складу також додалися Гаррі Шам молодший, Джеймс Сайто, Мікаела Гувер і Гізер Макмехан.
Зйомки проходили у Ванкувері, Британська Колумбія, Канада, з 9 жовтня по 21 листопада 2020 року. Дім сім'ї Лін розташований у Нью-Вестмінстері, Британська Колумбія; аеропорт Баунді-Бей на кордоні США та Канади замінив аеропорт Лейк-Плесід у штаті Нью-Йорк.

## Сприйняття
Фільм вийшов 5 листопада і станом на 7 листопада 2021 року став номером один за популярністю на Netflix у 87 країнах.
На агрегаторі рецензій Rotten Tomatoes рейтинг схвалення фільму становить 53 % на основі 30 рецензій із середньою оцінкою 5,9/10. Консенсус критиків вебсайту повідомляє: «Цікаве оформлення „Аромату кохання“ і чарівний акторський склад мають певну привабливість у романтичному відношенні, навіть якщо сценарій повністю не розвиває любовні зв'язки головних героїв». На Metacritic фільм отримав середньозважену оцінку 42 зі 100 на основі восьми критиків, що вказує на «змішані або середні відгуки».